# Pasmo Boczne

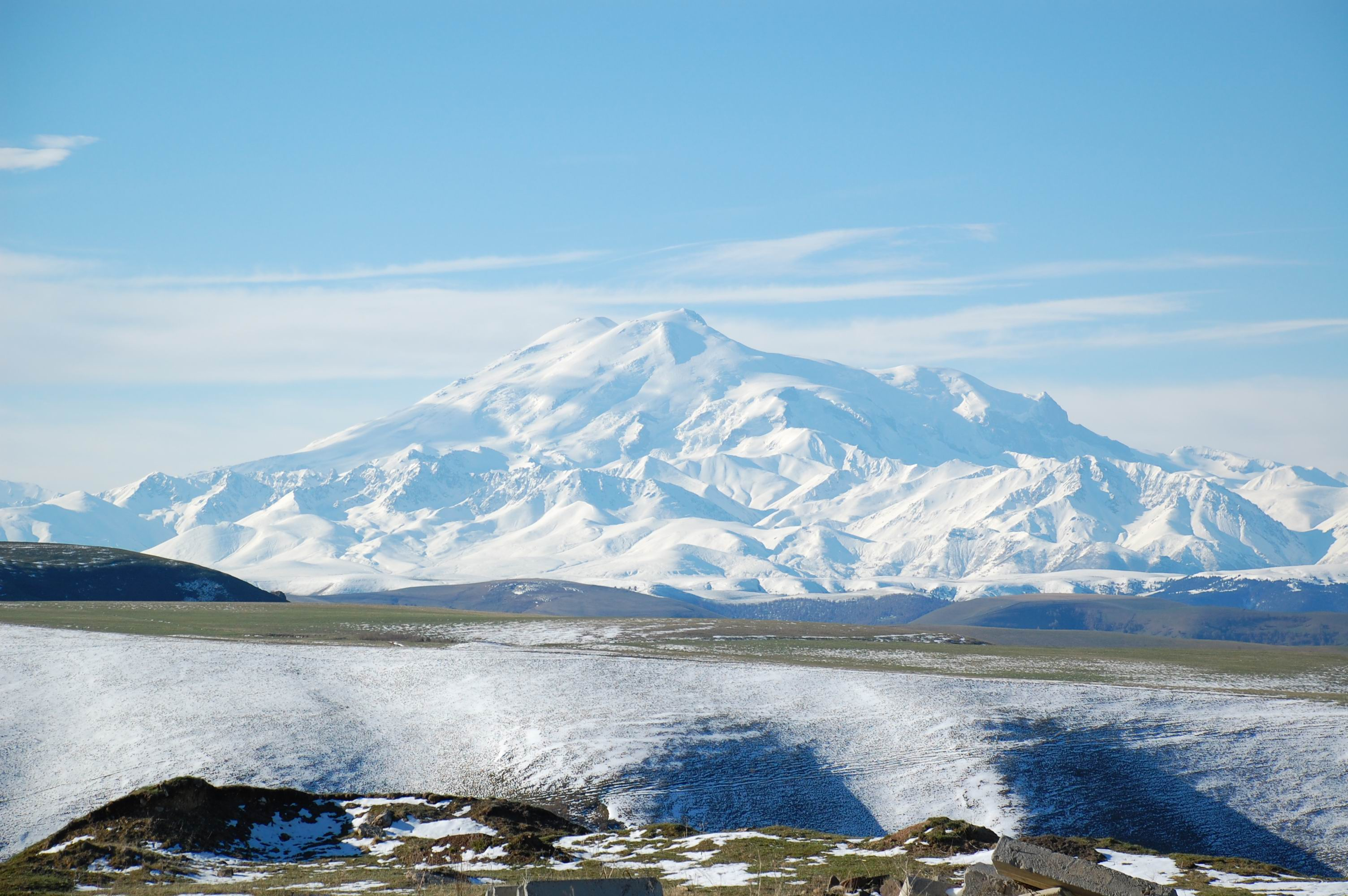
Elbrus (5642 m n.p.m.) – najwyższy szczyt Pasma Bocznego i Kaukazu

Pasmo Boczne (ros. Боковой хребет, Bokowoj chriebiet; gruz. გვერდითი ქედი, trl. Gverdit'i K'edi, trb. Gwerditi Kedi; azer. Yan silsiləsi) – pasmo górskie w Wielkim Kaukazie, w Rosji, Gruzji i częściowo w Azerbejdżanie. Ciągnie się wzdłuż północnych zboczy Pasma Głównego (Wododziałowego), od górnego biegu Łaby, aż prawie  do wschodniego krańca łańcucha Wielkiego Kaukazu. Składa się z oddzielnych masywów porozdzielanych dolinami rzek. W paśmie znajdują się najwyższe szczyty Wielkiego Kaukazu – Elbrus (5642 m n.p.m.), Dychtau (5203 m n.p.m.), Kazbek (5033 m n.p.m.), Tebulos Mta (4493 m n.p.m.). Zachodnia część gór zbudowana jest z paleozoicznych i triasowych skał osadowych, środkowa – z późnoproterozoicznych i paleozoicznych łupków krystalicznych i granitów, a wschodnia – z jurajskich łupków ilastych. Dominuje rzeźba alpejska. Pasmo pokryte jest łąkami wysokogórskimi. W centralnej części występują lodowce.
Dużą część pasma zajmuje Kabardyjsko-Bałkarski Rezerwat Wysokogórski i Rezerwat Północnoosetyjski.